# Heliotropium kumense
Heliotropium kumense är en strävbladig växtart som beskrevs av Bge. Heliotropium kumense ingår i Heliotropsläktet som ingår i familjen strävbladiga växter. Inga underarter finns listade i Catalogue of Life.